# بوبی پاآبی
بوبی پاآبی (نام علمی: Sula nebouxii)پرنده‌ای از خانوادهٔ بوبیان است که دارای ده گونه پرندهٔ دریایی بلندبال است.
زیستگاه طبیعی این پرنده مناطق گرمسیری و نیمه‌گرمسیری خارج از اقیانوس آرام می‌باشد و مشهورترین زیستگاه آن گالاپاگوس در اکوادور است.

## نگارخانه

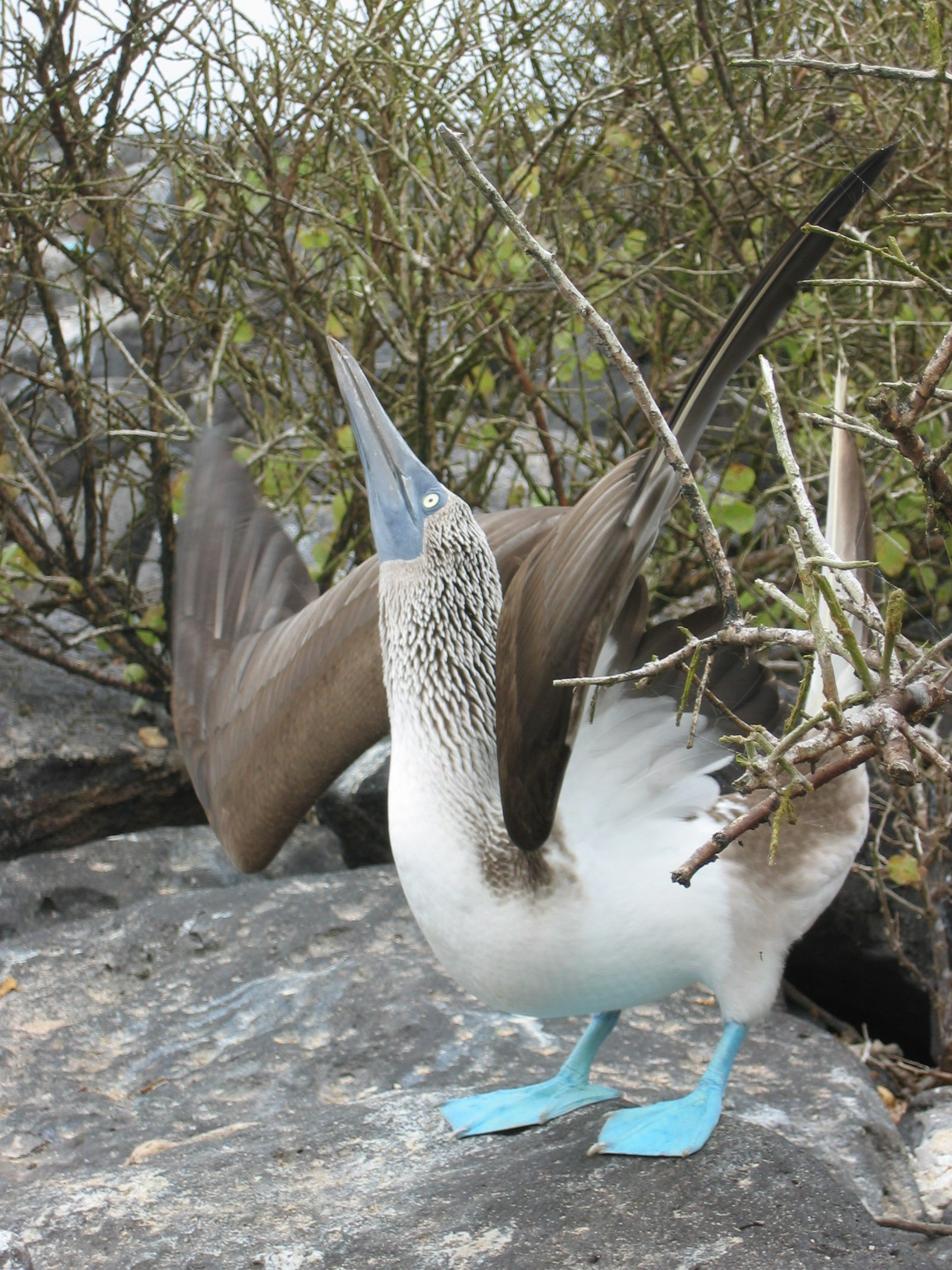
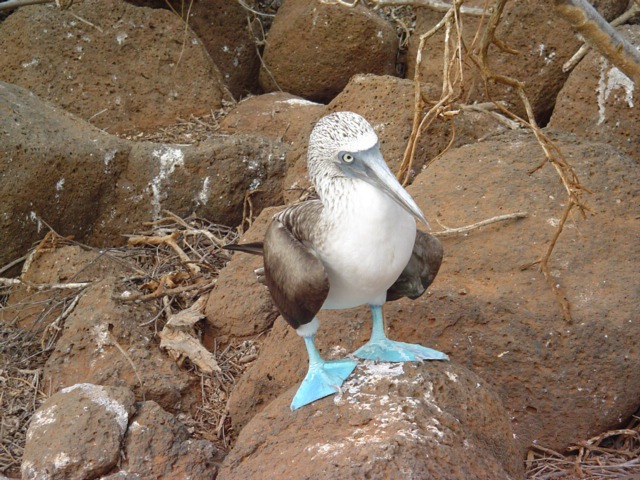
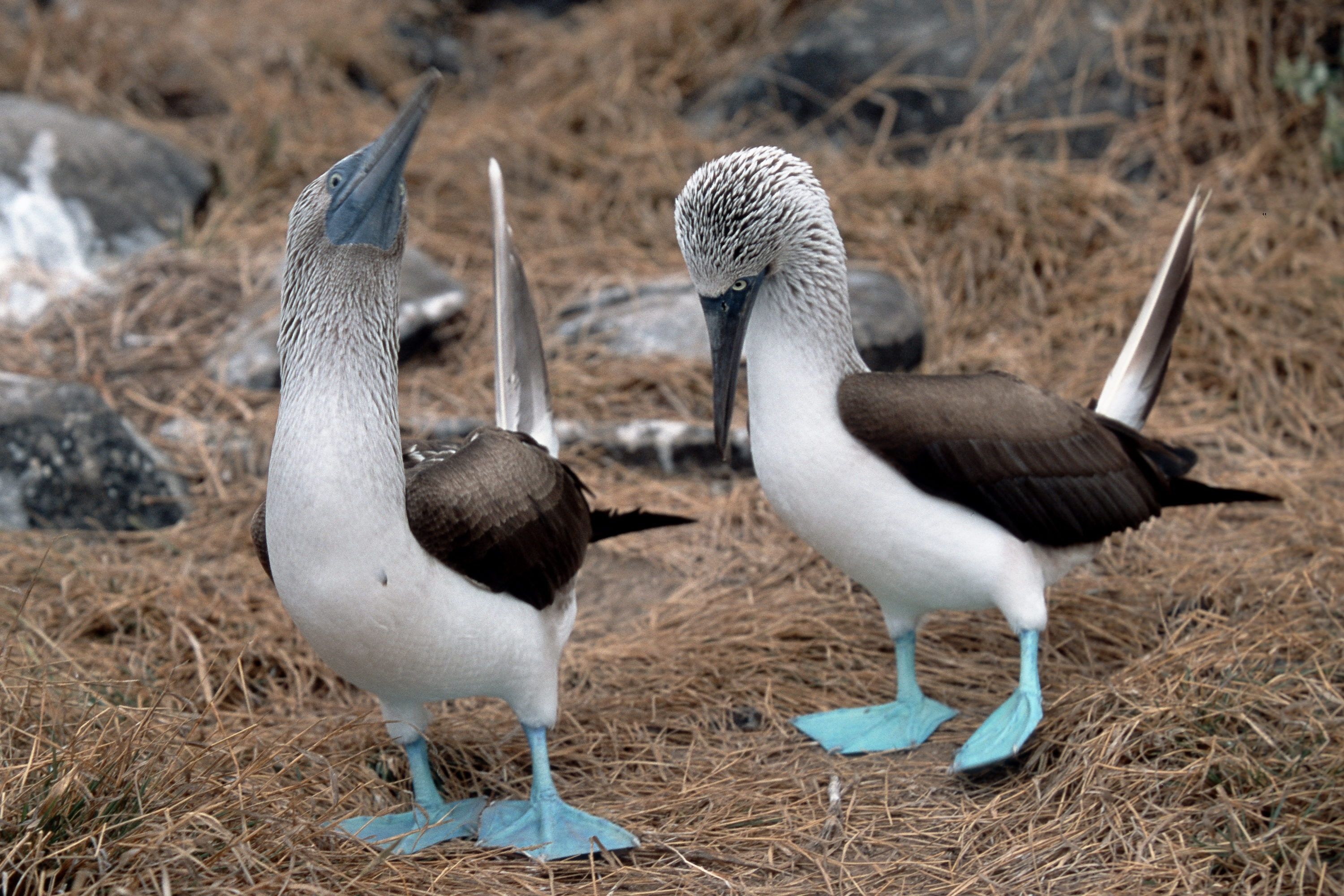
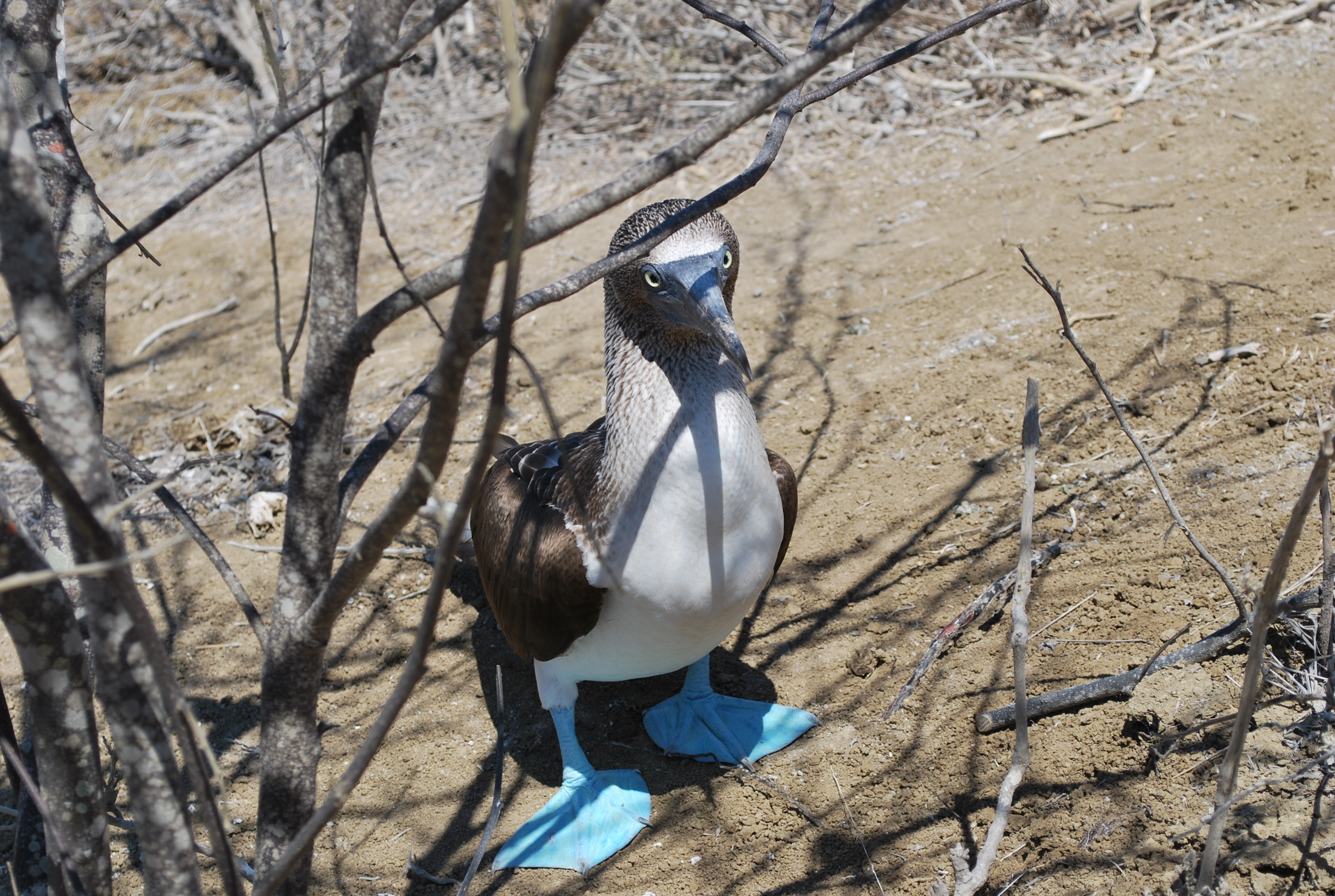
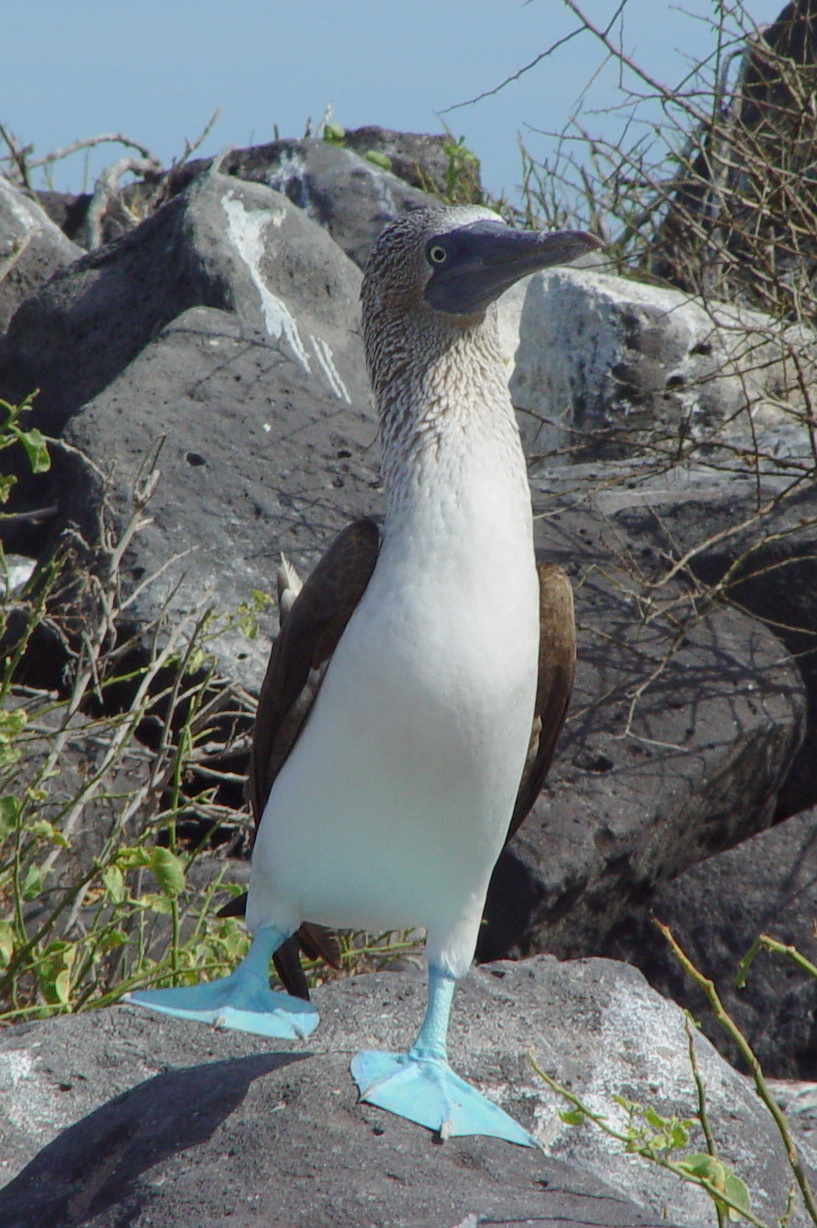
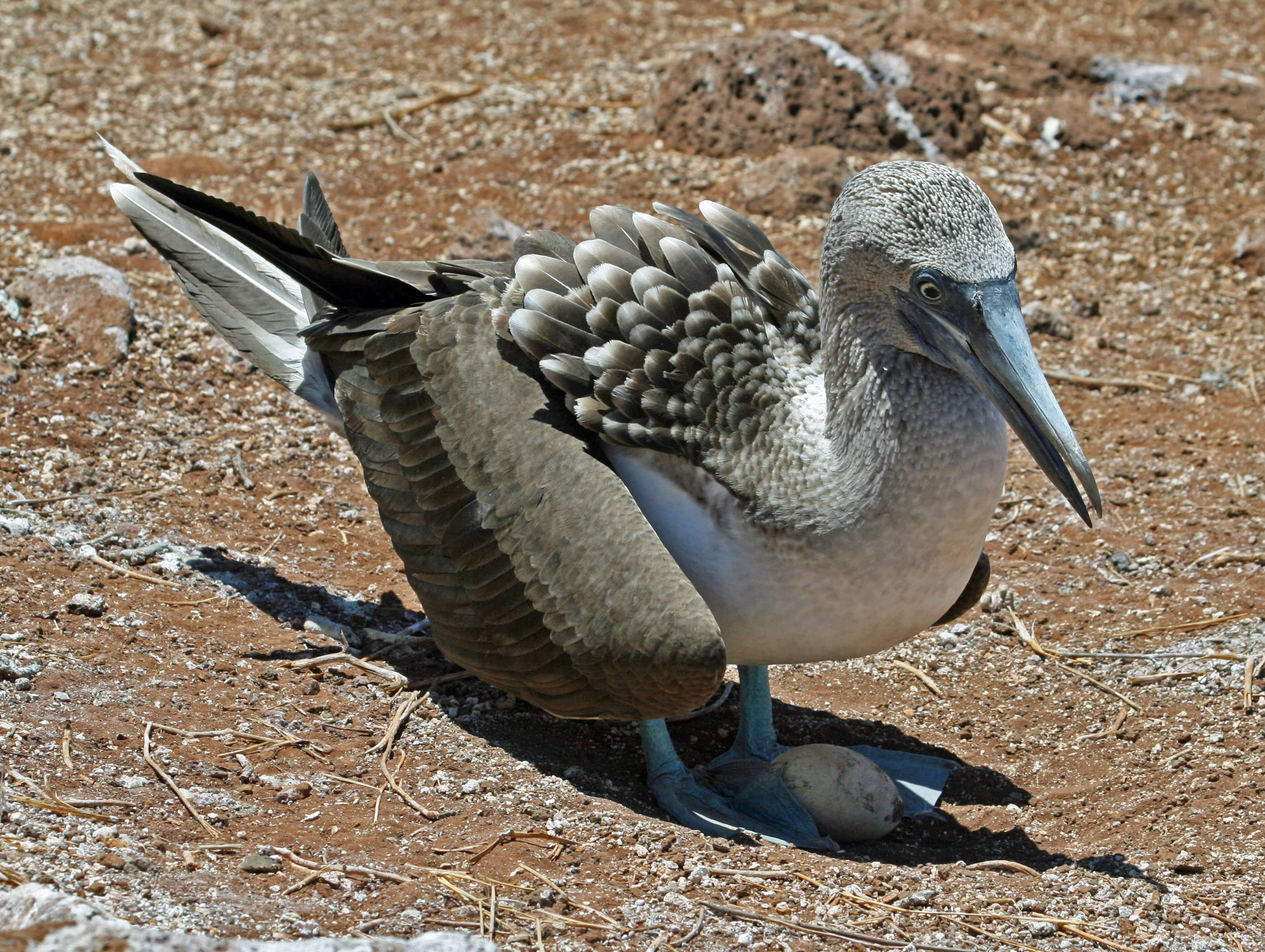
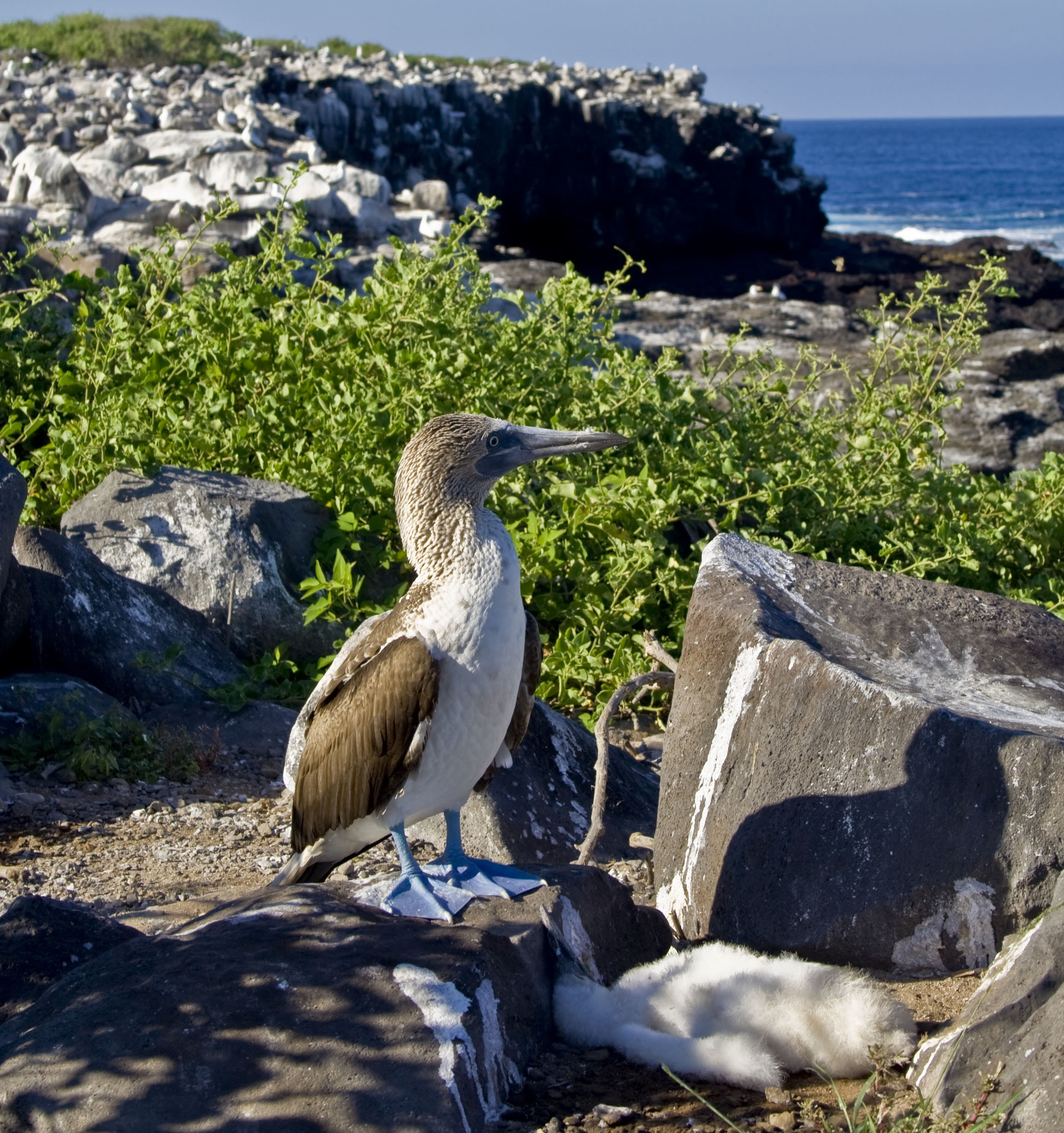
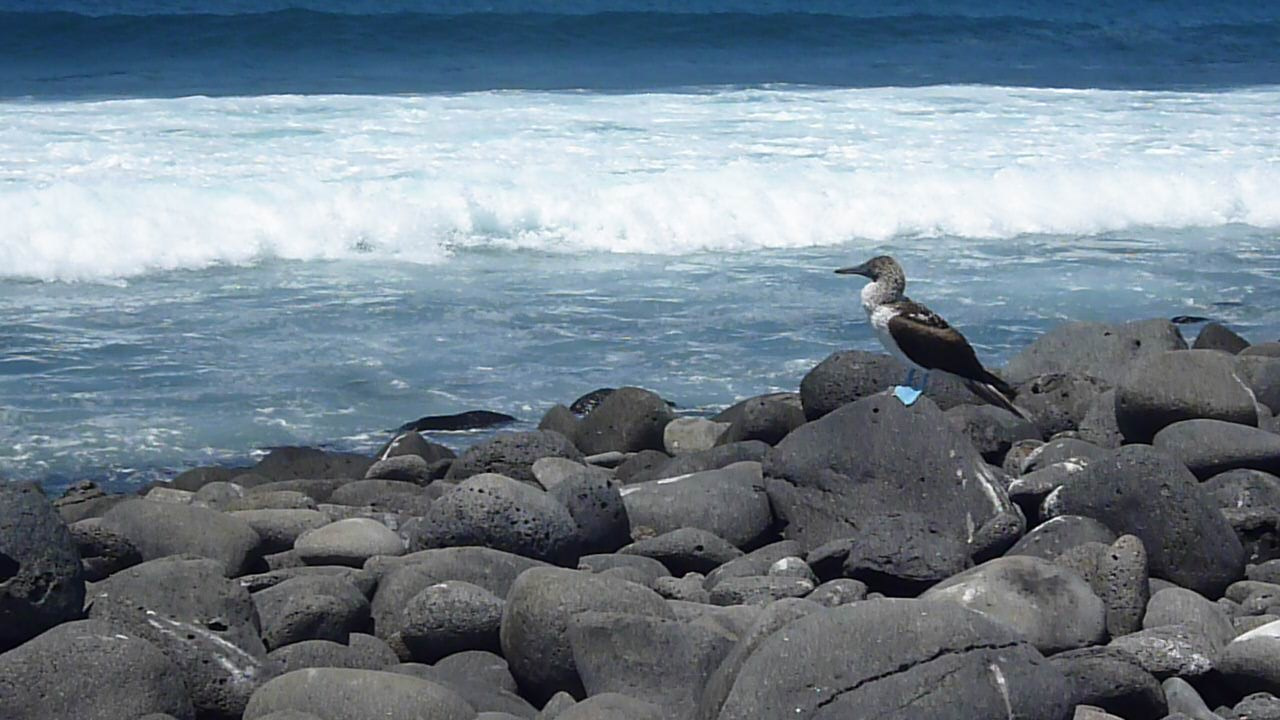
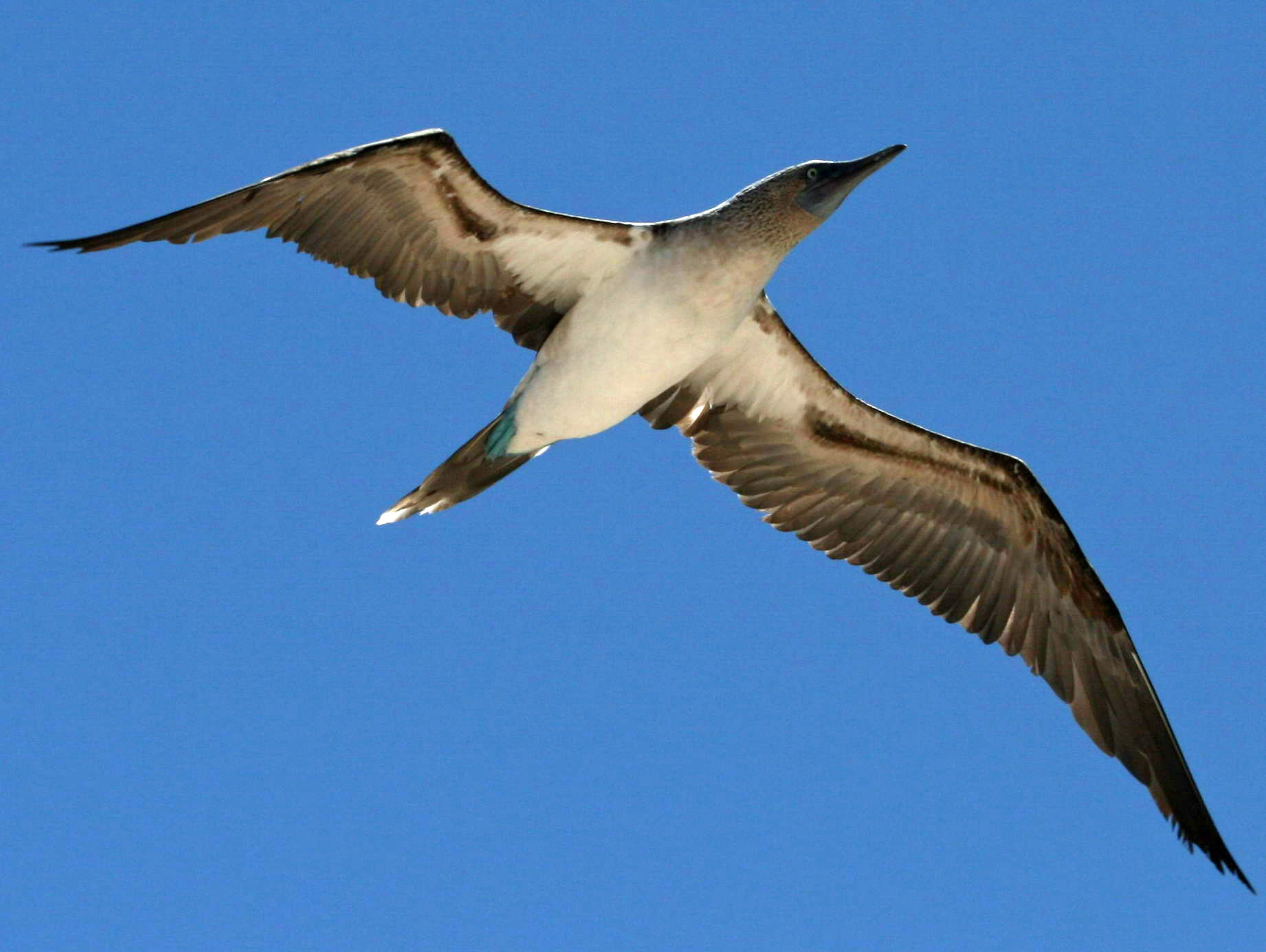
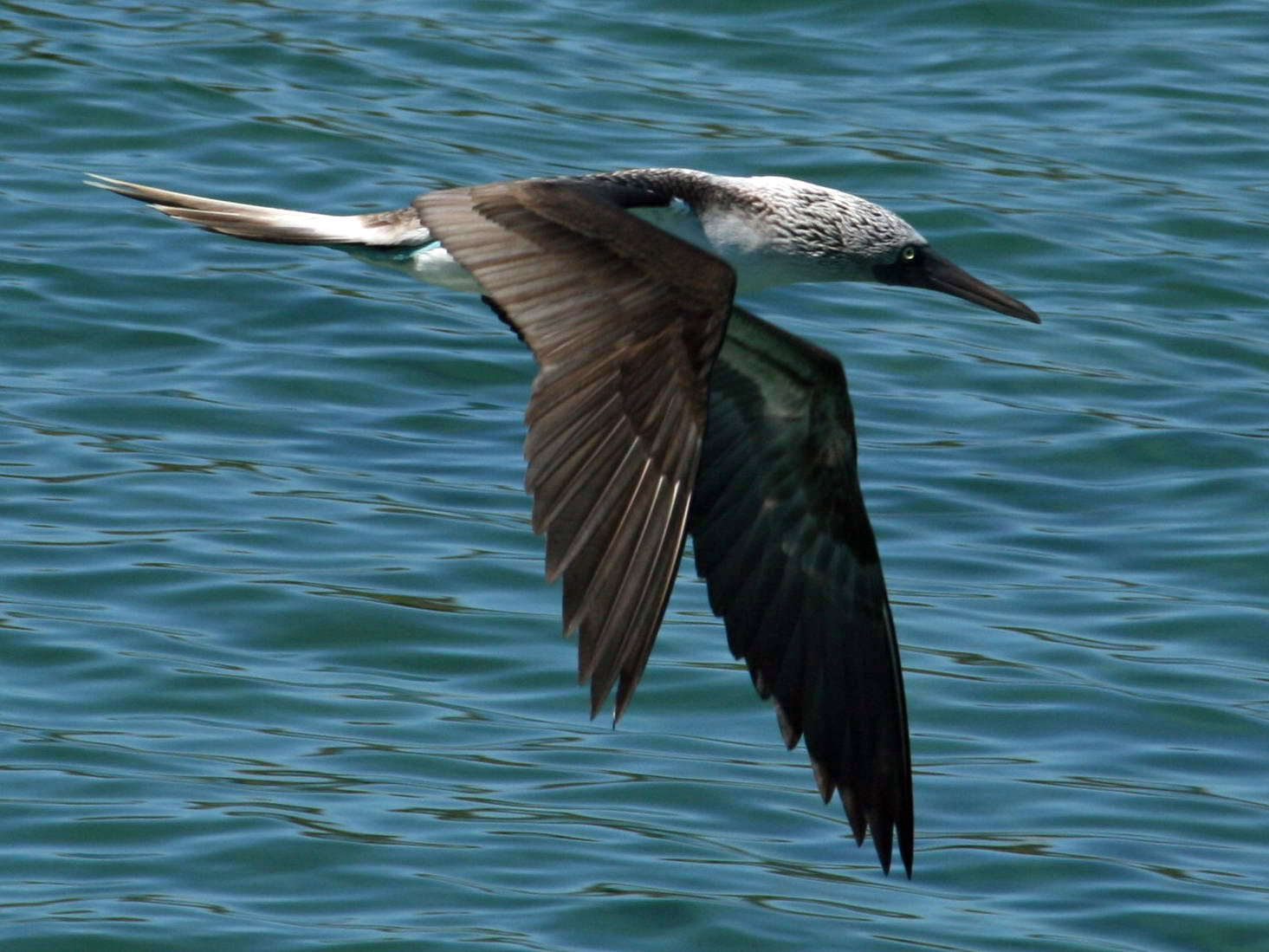
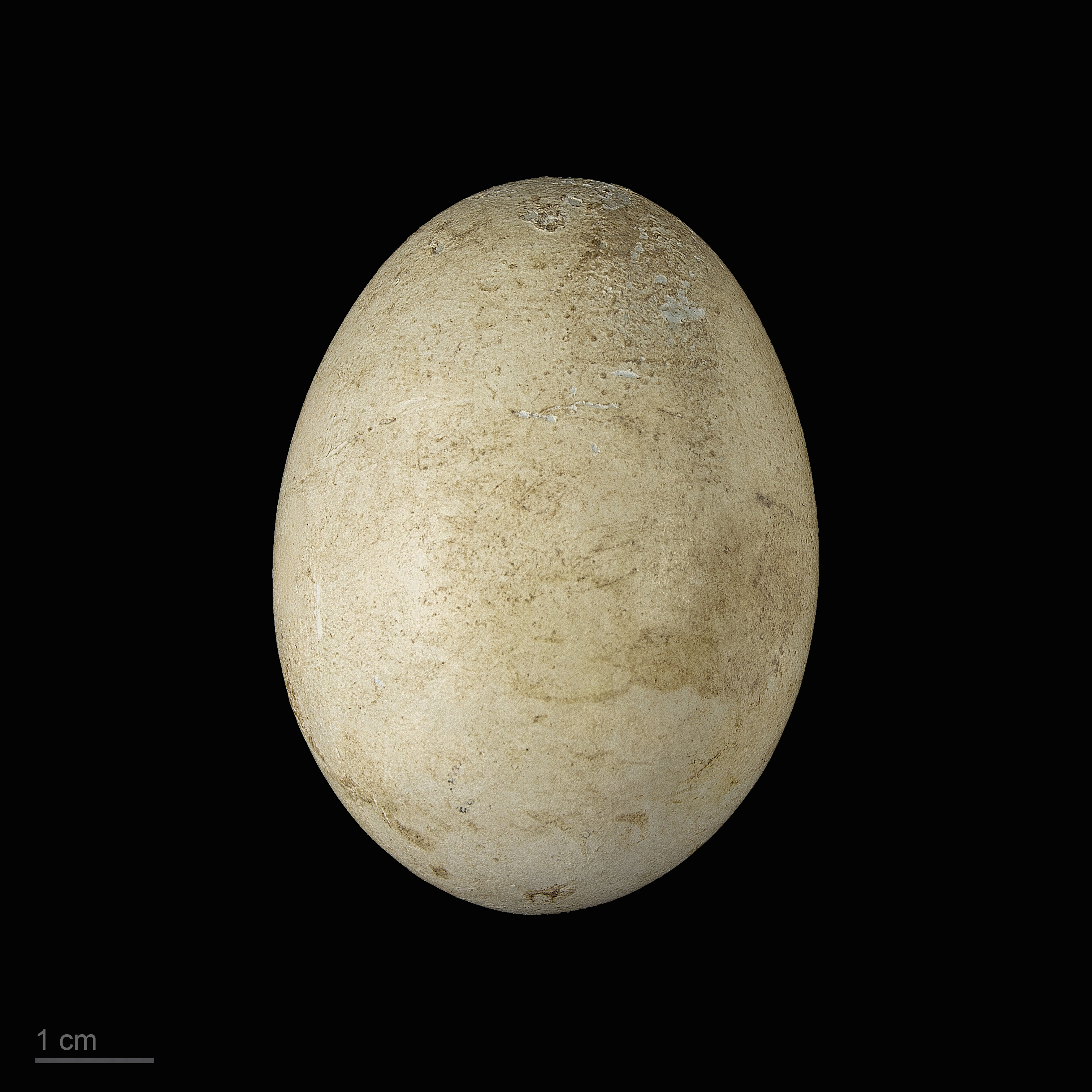
Museum specimen